# Piz Cunturines
Piz Cunturines (nebo Cunturinesspitze, psáno také Conturines; ladinsky Piz dles Cunturines) je nejvyšší vrchol pohoří Fanes v italských Dolomitech dosahující nadmořské výšky 3064 m. Masiv hory se svažuje k západu, jihu i východu, na severu se k ní připojuje Piz Lavarela. Celá oblast je součástí přírodního parku Fanes-Sennes-Braies.

## Dostupnost
Obvyklá trasa vede od východu po severní straně údolí směrem k sedlu mezi Piz Cunturines a Piz Lavarela. Odtud se ke skalnatému vrcholovému útvaru přiblížíte jižním směrem. Posledních několik metrů na vrchol se zdolává středně náročnou ferratou Conturinessteig nebo Tru-Dolomieu. Ta začíná na severní straně, pokračuje na západ a po několika žebřících končí na severozápadním hřebenu vrcholu.
Ačkoli se předpokládá, že na vrchol Piz Cunturines vystupovali lovci kamzíků již dříve, doložený prvovýstup uskutečnil 4. srpna 1880 Albrecht Grünwald v doprovodu horského vůdce Santo Siorpaese. V roce 1987 byla na jižním svahu hory ve výšce 2800 metrů objevena jeskyně s kostmi jeskynních medvědů a dalších zvířat starými kolem 50 000 let. Jeskyně je dnes uzavřena.

## Galerie

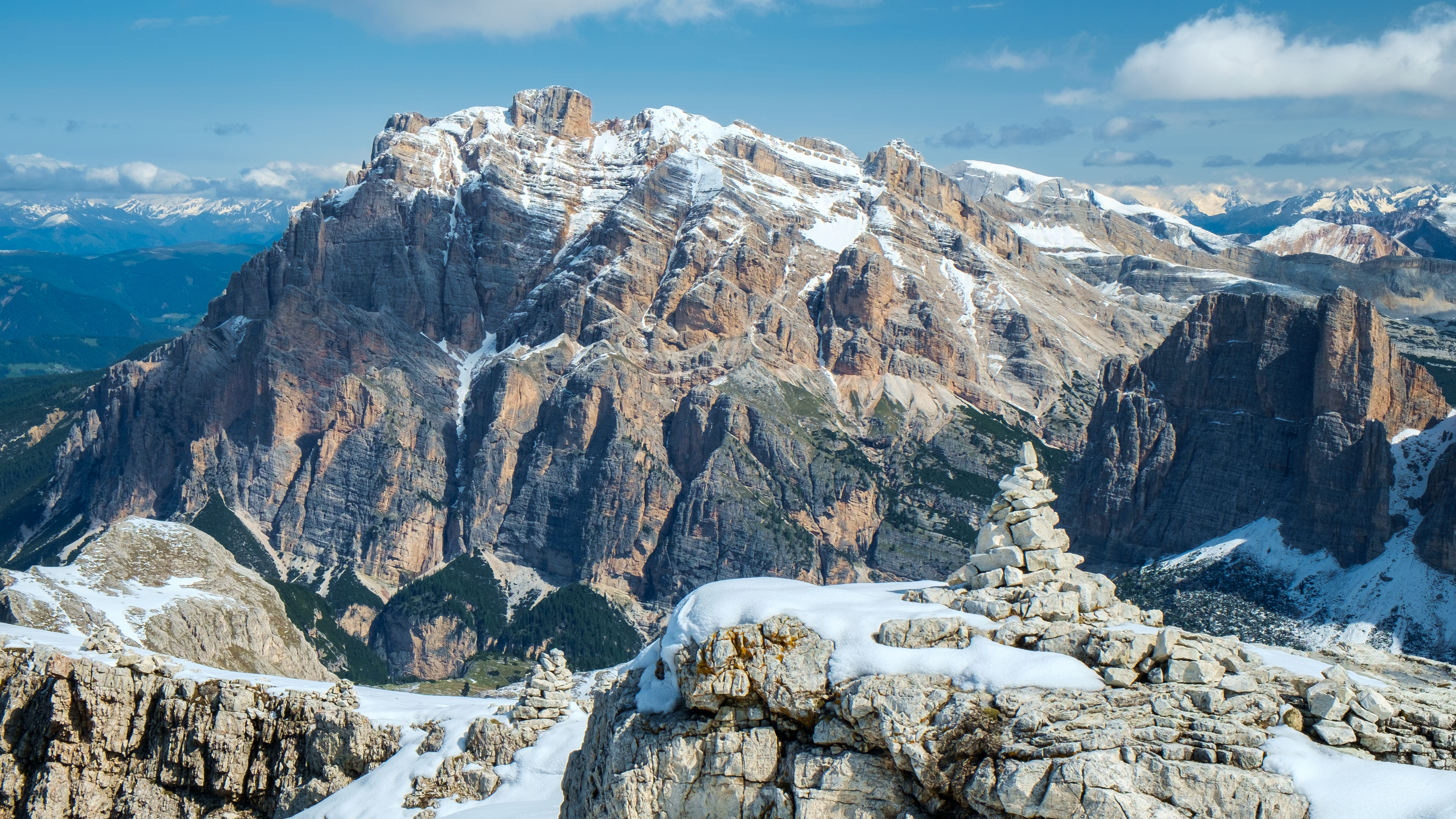
Cunturinesspitze, 3064 m, pohled z Lagazuoi
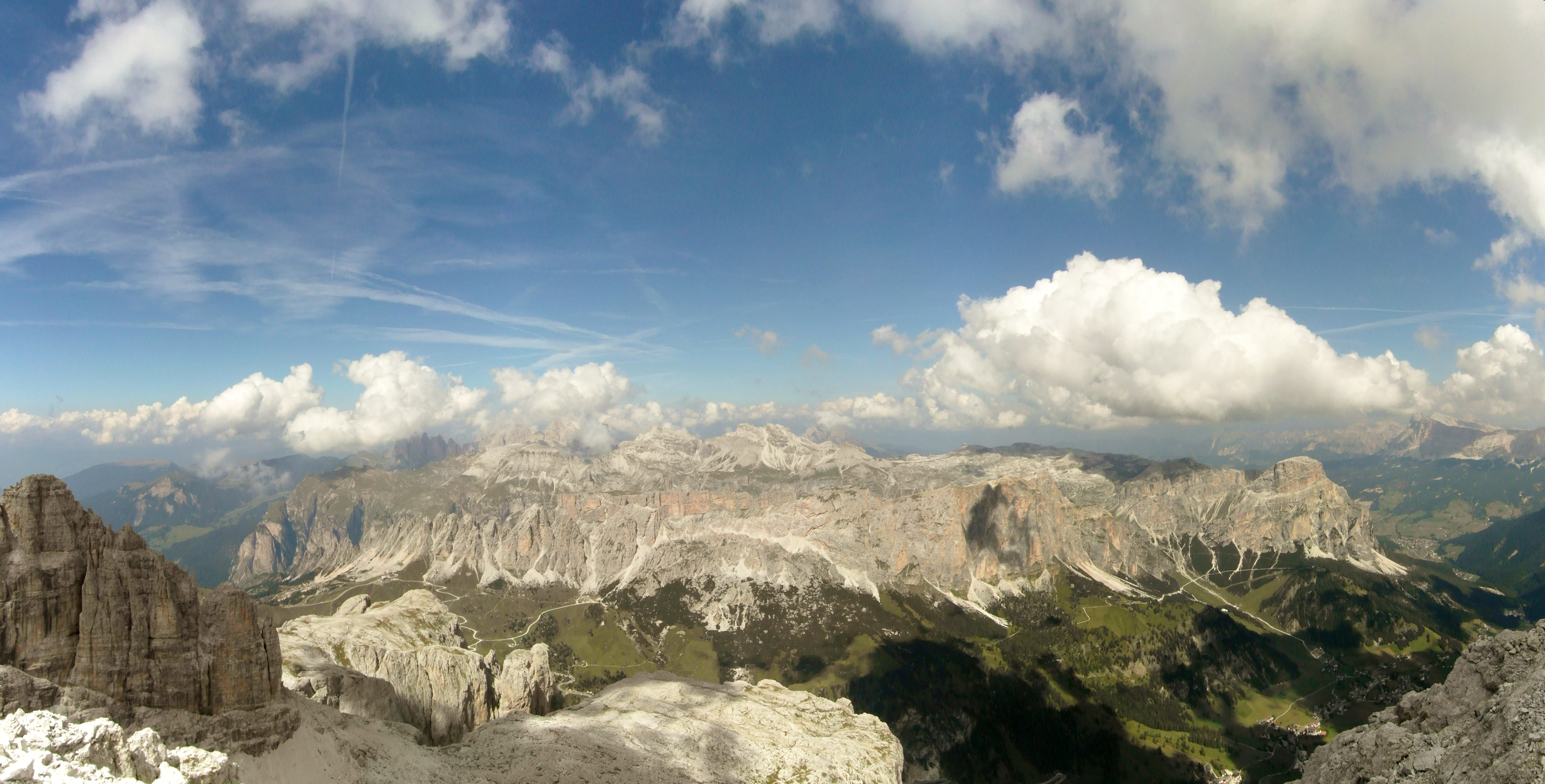
Cunturinesspitze
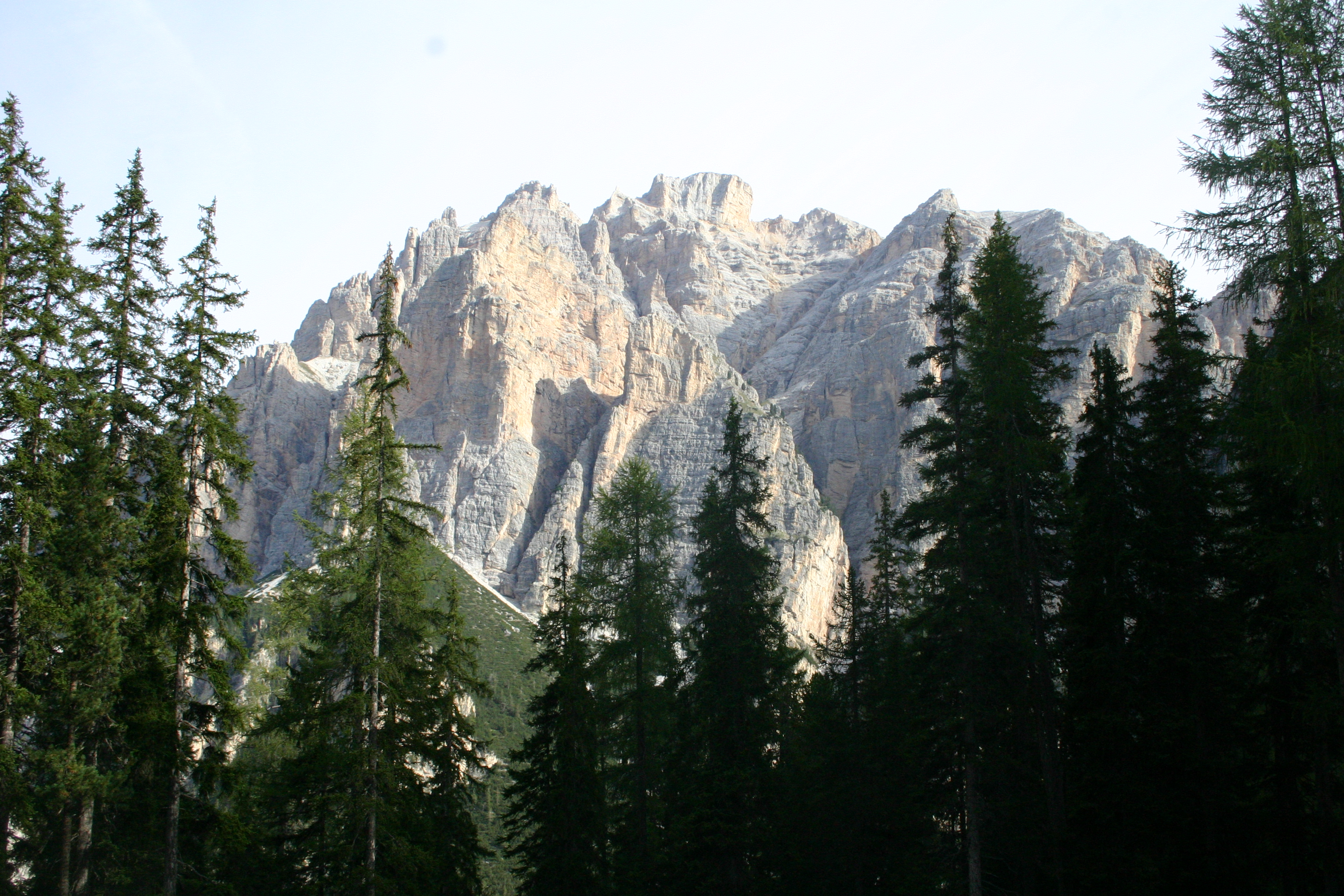
Cunturinesspitze - pohled od jihu
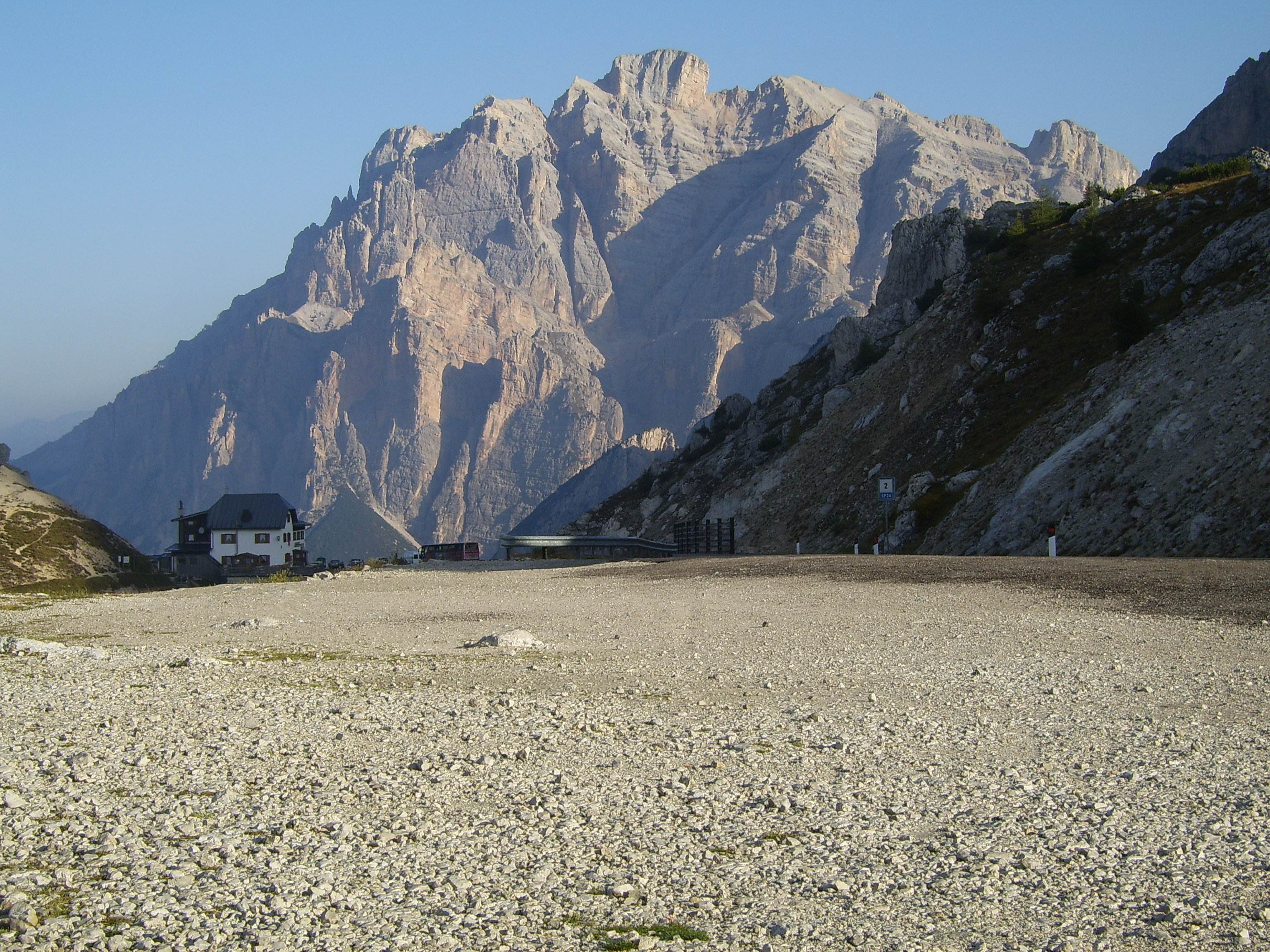
Cunturinesspitze - pohled z passo Valparola
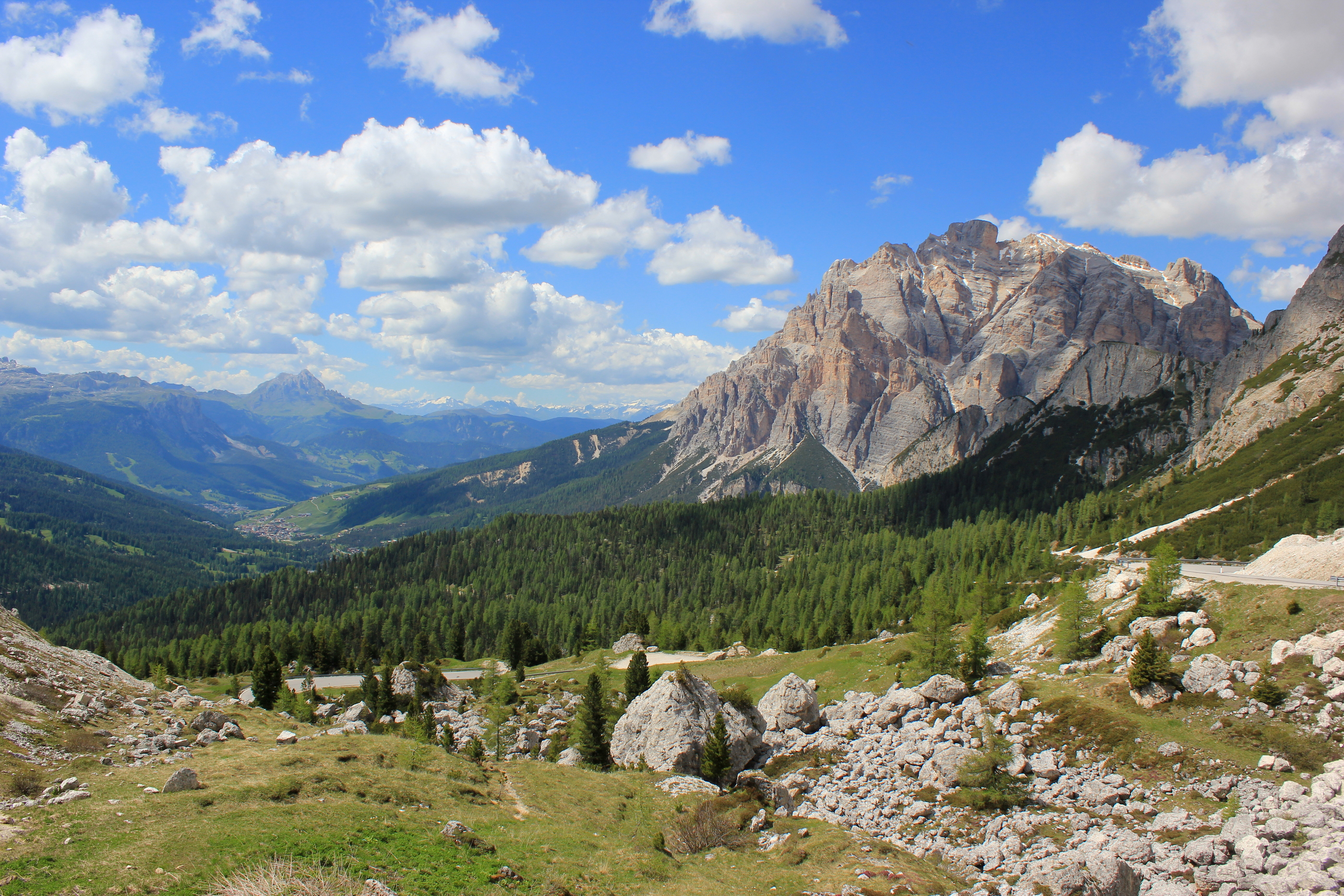
Cunturinesspitze - pohled z passo Valparola
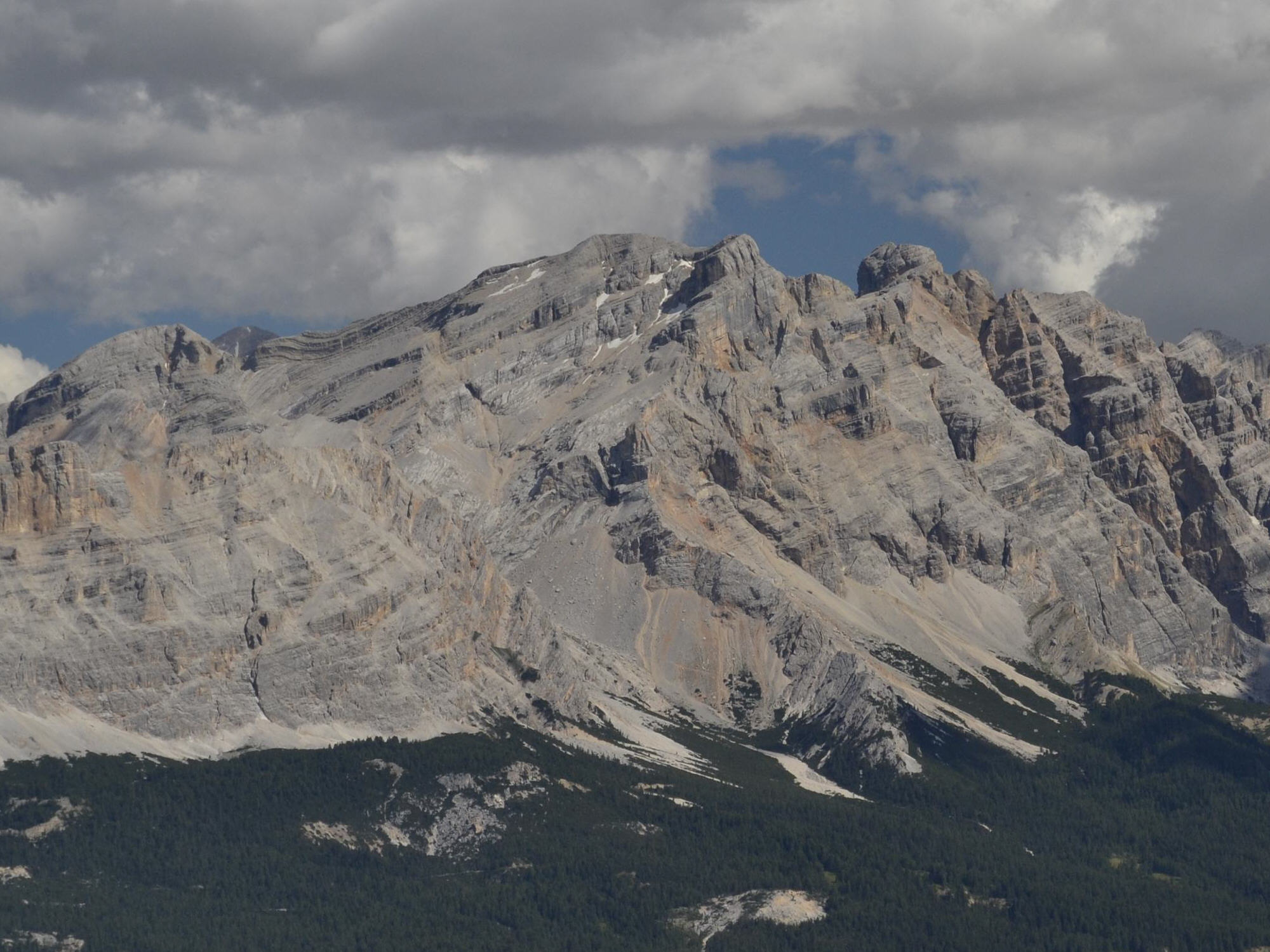
Piz Lavarela a Piz Cunturines od Peitlerscharte